# Eddie Hazel
Edward Earl "Eddie" Hazel (10 aprilie 1950 - 23 decembrie 1992) a fost un chitarist de muzică funk cântând cu colectivul Parliament-Funkadelic. Hazel este membru al Rock and Roll Hall of Fame, fiind inclus în 1997 alături de alți 15 membrii ai Parliament-Funkadelic.

## Discografie
- Game, Dames and Guitar Thangs (1977)
- Jams from The Heart (1994 - EP)
- Rest in P (1994)
- At Home (with Family) (2006)

1. 1 2  Eddie Hazel, Find a Grave, accesat în 9 octombrie 2017
2. 1 2  Montreux Jazz Festival Database[*] Verificați valoarea |titlelink= (ajutor);